# Vito Bardi
Pour les articles homonymes, voir Bardi (homonymie).
Vito Bardi, né le 18 septembre 1951 à Potenza, est un officier général et un homme politique italien, membre de Forza Italia.

## Biographie
Vito Bardi est général de corps d’armée de la Garde des finances.
Il est élu le 24 mars 2019 à la présidence de la région Basilicate, le premier issu de la coalition de centre-droit après 24 ans de gouvernement consécutif de la coalition de centre-gauche. Il est réélu le 21 avril 2024.